# Paul Meunier
Pour les articles homonymes, voir Meunier.
Ne doit pas être confondu avec Paul Meunier (pilote).
Paul Charles Félix Meunier ou Paul Meunier (parfois écrit Paul-Meunier), né le 18 février 1871 à Saint-Parres-lès-Vaudes (Aube) et mort le 17 mai 1922 à Paris, est un homme politique français.

## Biographie
Avocat et journaliste, il est maire de Saint-Parres-lès-Vaudes, conseiller général et député de l'Aube de 1902 à 1919, inscrit au groupe radical-socialiste. Il est secrétaire de la Chambre en 1905 et 1906.
Durant son mandat de 1914 à 1919, il défend, comme parlementaire et comme avocat à la Cour d'Appel, les droits des soldats au combat. Il s'illustre dans ce combat lors de l'affaire du zouave Deschamps devant le conseil de guerre de Tours. Le 4 mars 1915, il dépose, sans succès, une proposition de loi visant à lever l'état de siège. Il mène contre les conseils de guerre spéciaux une campagne qui est victorieuse en 1916. En 1917, il lance le journal pacifiste La Vérité dont Henri Barbusse écrit l'éditorial du premier numéro. Il dépose en octobre 1917 un projet de loi relatif aux « amnisties pour crimes et délits militaires ».
Il intervient également en faveur de l'ouvrier Jules Durand, victime d'une machination patronale et emprisonné pour un crime qu'il n'avait pas commis, et fait reconnaitre son innocence en 1918,.
Pour le punir de ses actions humanitaires, l’extrême droite le prend à partie, au cours de la campagne électorale de 1919, dans une cabale menée par Léon Daudet et l'Action française. Cette campagne est relayée dans l'Aube par les journaux d'extrême-droite L'Avenir de l'Aube et La Tribune de l'Aube. Il est emprisonné à la prison de la Santé le 5 novembre à la veille des Élections législatives de 1919 pour raison d’État. Il est libéré après 2 ans et 4 mois d'emprisonnement après un arrêt de non-lieu, et meurt des suites de cette détention.
Un monument à sa mémoire, financé par souscription, fut érigé et inauguré le 10 juin 1923 dans le cimetière de Saint-Parres-les-Vaudes. On y lit notamment :

« Il dénonça inlassablement au Parlement, dans la Presse, dans les assemblées publiques la juridiction brutale et inhumaine des Conseils de guerre.
Réformateur du Code, il défendit en toutes circonstances avec toute l’ardeur de sa foi les travailleurs victimes de l’injustice sociale.
Il fut le défenseur généreux et désintéressé des humbles, il encourut la haine des puissants. »

## Œuvres
- Le droit des blessés : l'affaire du Zouave Deschamps devant le Conseil de Guerre de Tours, Paris, Paul Ollendorff, 1916, 62p.

## Sources
- Jean Jolly (dir.), Dictionnaire des parlementaires français, notices biographiques sur les ministres, sénateurs et députés français de 1889 à 1940, Paris, PUF, 1960.